# مسييه 12

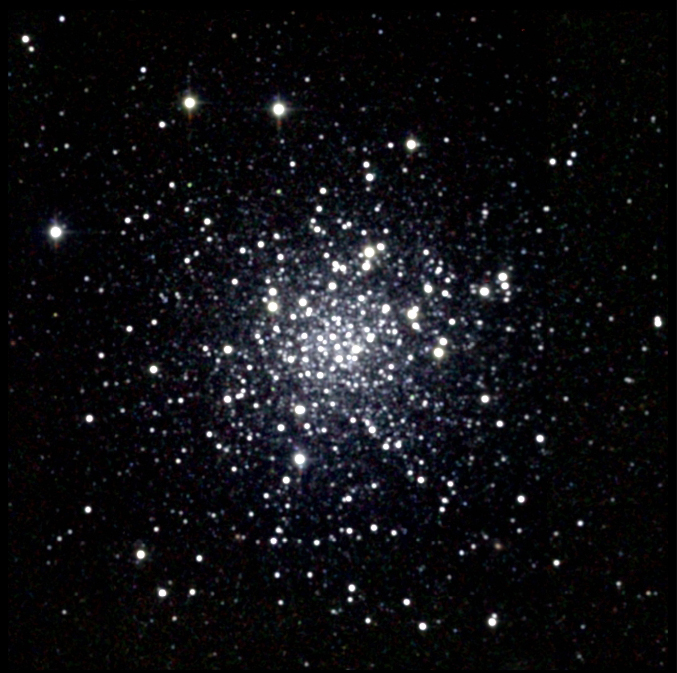
مسييه 12

مسييه 12 هو عبارة عن عنقود نجمي مغلق يقع في كوكبة الحواء. أكتشفه عالم الفلك الفرنسي شارل مسييه في 30 مايو 1764، ووصفه بأنه «سديم بلا نجوم».  و في المناطق البعيدة عن التلوث الضوئي، يمكن رؤية هذا العنقود بشكل ضعيف باستخدام منظار. يتطلب رؤية نجوم العنقود النجمي النجمية تلسكوباً بفتحة 8 بوصات (20 سم) أو أكبر.  في نطاق 10 بوصات (25 سم)  ويبتعد مسييه 12 عنا بمسافة 15,700 سنة ضوئية (4,800 فرسخ فلكي) بقدر ظاهري يبلغ 7.68+ , ويقترب مسييه 12 منا بسرعة 16 كم / ث ويحتوي مسييه 12 على 200,000 نجم

## تاريخ الأكتشاف
عندما أكتشف شارل مسييه كان يُعتقد بأنه سديم لا يحتوي على نجوم وكان يُرى بأنه نقطة ضبابية متوهجبة ويعتبرعالم الفلك البريطاني الشهير ويليام هيرشل أول من من يكتشف بأنه عنقود نجمي وليس سديم وقام بدراسة نجومه ما بين 1783 - 1799 بتلسكوب يبلغ طوله 10 أقدام وفتحة يبلغ قطرها 4 بوصات، تمكن من ملاحظة النجوم بسهولة؛ مع تلسكوب قطره 5 بوصات يقع في السماء حوالي 3 درجات من مسييه 10 الذي هو أكثر لمعاناً من مسييه 12 في كوكبة الحواء.

## معرض صور

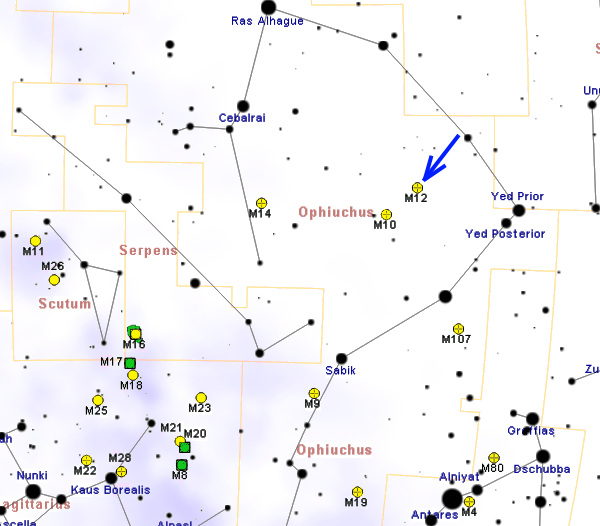
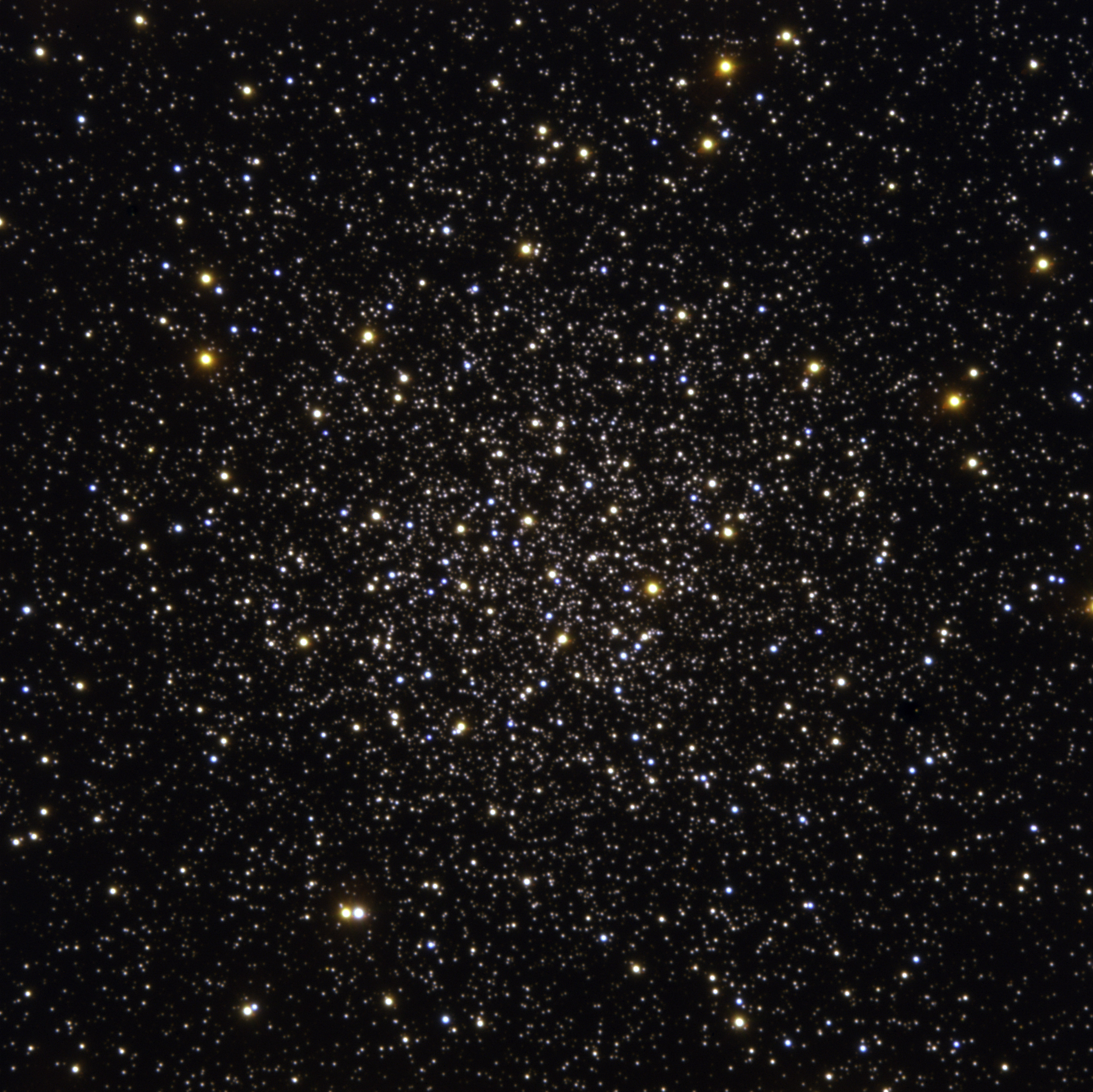
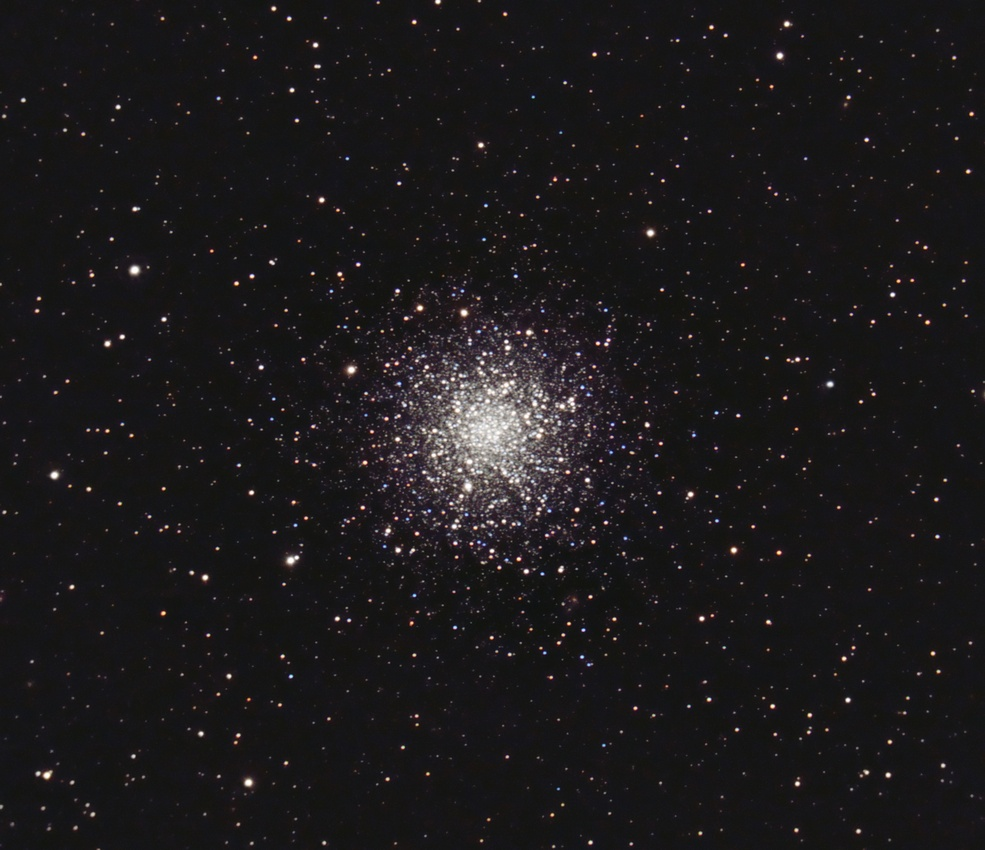

## اقرأ أيضا
- مجرة مظلمة
- مجرة حلزونية
- نجم
- مجرة
- قزم أبيض
- عملاق أحمر
- الانفجار العظيم
- خط زمني للانفجار العظيم
- نجم نيوتروني
- ثقب أسود

## وصلات خارجية
- موقع الكون في الإنترنت